# ختمی باشکوه
خَتمیِ باشکوه (انگلیسی: Hibiscus splendens) گونه‌ای از درختچه یا درخت گلدار از خانواده پنیرکیان است. ختمی باشکوه یک گیاه نسبتاً رایج بومی شرق استرالیا است. دامنه طبیعی رویش آن از ولونگونگ (۳۵ درجه جنوبی) در ایالت نیو ساوت ولز تا پارک ملی بلک داون تیبللند (۲۳ درجه جنوبی) در مرکز شرق کوئینزلند است. رویشگاه آن در حاشیه جنگل‌های بارانی خشک‌تر با تخریب روبه‌رو است.